# Α,α-ホスホトレハラーゼ
α,α-ホスホトレハラーゼ(Alpha,alpha-phosphotrehalase、EC 3.2.1.93)は、以下の化学反応を触媒する酵素である。
α,α-トレハロース-6-リン酸 + 水{\displaystyle \rightleftharpoons }D-グルコース + D-グルコース-6-リン酸
従って、この酵素の2つの基質はα,α-トレハロース-6-リン酸と水、2つの生成物はD-グルコースとD-グルコース-6-リン酸である。
この酵素は、加水分解酵素、特にO-およびS-グリコシル化合物加水分解酵素に分類される。系統名は、α,α-トレハロース-6-リン酸 ホスホグルコヒドロラーゼである。その他よく用いられる名前に、phosphotrehalase等がある。この酵素は、デンプンとスクロースの代謝に関与している。